# Kristina av Stommeln

Kristina av Stommelns kista i St. Mariä Himmelfahrt-kyrkan, Jülich.

Kristina av Stommeln, född omkring 1242, död 6 november 1312, var en tysk religiös kvinna.

## Biografi
Kristina föddes i en fattig bondfamilj i byn Stommeln (ej långt från 
Köln). Hon fick ingen undervisning, var av ett nervöst temperament och hade en livlig fantasi, som ytterligare uppjagades genom legender och helgonhistorier. När hon nått tolvårsåldern ville hennes föräldrar försöka få henne bortgift men Kristina rymde hemifrån till beginklostret i Köln, där hon stannade i fyra år. Genom fasta, späkning och annan askes utmärglades hennes kropp, hon fick kataleptiska anfall och led av hallucinationer. När hon drabbades av stigmatisering, betraktades det som ett underverk och hon vann rykte som helig. 
Den svenske dominikanmunken Petrus de Dacia, som 1266–1267 umgicks mycket med henne, ägnade henne en till gudomlig dyrkan gränsande beundran och skildrade hennes liv i en biografi. 
Då Petrus de Dacia avled 1288 upphörde Kristinas religiösa upplevelser och hon flyttade till ett kloster där hon levde ett stilla liv fram till sin död i 70-årsåldern år 1312. Hennes reliker förvaras i en av de katolska kyrkorna i Jülich, där också finns i en pergamentfoliant under 1300-talet gjorda avskrifter av Petrus biografi samt av Kristinas och hans brevväxling. 
Kristina av Stommeln saligförklarades 8 november 1908.